# Жёсткость
Механи́ческая жёсткость (также жёсткость) — способность твёрдого тела, конструкции или её элементов сопротивляться деформации (изменению формы и/или размеров) от приложенного усилия вдоль выбранного направления в заданной системе координат.
Обратная к характеристике называется механической податливостью. Для случая упругих деформаций в записи закона Гука рассматривается как физико-геометрическая характеристика сечения элемента конструкции и равна произведению модуля упругости материала и соответствующей геометрической характеристики сечения.

## Общие сведения
Механическая жёсткость является одним из важных факторов, определяющих работоспособность конструкции, и имеет такое же, а иногда и большее значение для обеспечения её надёжности, как и прочность. Конструкция может быть прочной, но не жёсткой, поскольку значительные деформации могут привести к появлению опасных с точки зрения прочности напряжений.
Недостаточная жёсткость и связанные с ней повышенные деформации могут вызвать потерю работоспособности конструкции по различным причинам. Повышенные деформации могут нарушить равномерность распределения нагрузки и вызвать их концентрацию на отдельных участках, создавая высокие местные напряжения, что может привести к разрушению. Недостаточная жёсткость корпусных деталей нарушает взаимодействие размещённых в них механизмов, вызывая повышенное трение и износ в кинематических парах, появление вибраций.
Недостаточная жёсткость валов и опор зубчатых передач изменяет нормальное зацепление колес, что приводит к быстрому усталостному выкрашиванию и износу их рабочих поверхностей. Кроме того, увеличиваются углы перекосов подшипников, уменьшается их долговечность, а в отдельных случаях даже недостаточная жёсткость приводит к быстрому разрушению.
В технологических машинах, выполняющих точные операции, недостаточная жёсткость системы «станок — инструмент — устройство — деталь» не позволяет получить размеры с заданной точностью.

## Оценка жёсткости
Оценивать жёсткость принято коэффициентом жёсткости {\displaystyle k} — отношением усилия (силы), прилагаемого к конструкции, к максимальной деформации, вызванной этим усилием.
Коэффициент жёсткости {\displaystyle k} тела является мерой сопротивления упругого тела деформации. Для упругого тела при нагрузке (например, растяжение или сжатие стержня вызванные приложенной силой), жёсткость определяется, как:
{\displaystyle k={\frac {F}{\delta }},}
где {\displaystyle F} — сила, приложенная к телу,
{\displaystyle \delta } — деформация, вызванная силой {\displaystyle F} вдоль направления действия силы (например, изменение длины растянутой пружины или прогиб балки).
В СИ коэффициент механической жёсткости измеряется в ньютонах на метр (Н/м).
Для упругого тела можно рассматривать и механическую жёсткость при деформации кручения, тогда коэффициент крутильной (торсионной) жёсткости {\displaystyle k}:
{\displaystyle k={\frac {M}{\alpha }},}
где {\displaystyle M} — приложенный к телу крутящий момент,
{\displaystyle \alpha } — угол закручивания тела по оси приложения крутящего момента.
В системе СИ коэффициент жёсткости при кручении обычно измеряется в ньютон-метрах на радиан (Н·м/рад).

## Механическая жесткость и упругие свойства материала
Между модулем упругости материала и жёсткостью детали, изготовленной из этого материала есть существенная разница. Модуль упругости — это свойство материала; механическая жёсткость — это свойство конструкции или её компонента, а следовательно, она зависит не только от материала, из которого он изготовлен, но и от геометрических размеров, которые описывают этот компонент. То есть модуль упругости — это интенсивная величина (не зависит от размеров объекта), характеризующий материал; с другой стороны, механическая жёсткость — это экстенсивная характеристика (зависимая от размеров) твердого тела, которая зависит как от материала, так и от его характерных геометрических размеров, формы и граничных условий.
Например, для элемента в виде бруса, испытывающего растяжения или сжатия, коэффициент осевой жёсткости равен:
{\displaystyle k={\frac {F\cdot E}{L}},}
где {\displaystyle F} — площадь поперечного сечения, перпендикулярной линии приложения усилия,
{\displaystyle E} — модуль Юнга (модуль упругости первого рода),
{\displaystyle L} — длина элемента.
Для деформации сдвига коэффициент жёсткости:
{\displaystyle k={\frac {G\cdot F}{l}},}
где {\displaystyle F} — площадь поперечного сечения в плоскости сдвига,
{\displaystyle G} — модуль сдвига (модуль упругости второго рода) для данного материала, : {\displaystyle l} — высота элемента смещения перпендикулярно направлению сдвига.
Для коэффициента жёсткости при кручении цилиндрического стержня:
{\displaystyle k={\frac {G\cdot J_{0}}{L}},}
где {\displaystyle J_{0}} — полярный момент инерции,
{\displaystyle G} — модуль сдвига (модуль упругости второго рода) для данного материала, : {\displaystyle L} — длина элемента.
По аналогии коэффициент жёсткости для условий чистого изгиба:
{\displaystyle k={\frac {G\cdot J_{x}}{L}},}
где {\displaystyle G} — модуль сдвига (модуль упругости второго рода) для данного материала,
{\displaystyle J_{x}} — осевой момент инерции,
{\displaystyle L} — длина элемента.

## Расчёт на жёсткость
Расчёт на жёсткость предусматривает ограничение упругих перемещений допустимыми величинами. Значения допустимых перемещений ограничены условиями работы сопряженных деталей (зацепление зубчатых колес, работа подшипников в условиях изгиба валов) или технологическими требованиями (точность обработки на металлорежущих станках).
Различают собственную жёсткость деталей, обусловленную деформациями всего материала деталей рассматриваются как балки, пластины, оболочки с идеализированными опорами, и контактную жёсткость, которая связана с деформациями поверхностных слоев материала в зоне контактного взаимодействия деталей. Если площадь контакта мала, то возникают существенные контактные деформации, и их расчёт производится по формулам Герца. Преимущественно при значительных нагрузках основную роль играет собственная жёсткость, однако, в прецизионных машинах или устройствах при относительно малых нагрузках контактные деформации играют значительную роль и могут даже превышать собственные.
При большой контактной площади деформации, обусловленные смятием микронеровностей, определяются по эмпирическим формулам с использованием экспериментально установленных коэффициентов контактной податливости.
Условия обеспечения жёсткости записываются в виде (в квадратных скобках указаны предельно-допустимые деформации):
- {\displaystyle \Delta l\leq \left[\Delta l\right]} — для деформации растяжения-сжатия;
- {\displaystyle \theta \leq \left[\theta \right]} — для деформации кручения;
- {\displaystyle f\leq \left[f\right]} — для стрелы прогиба детали в виде балки на опорах.

## Мероприятия по обеспечению механической жёсткости
Главным практическим средством повышения жёсткости является изменение геометрических параметров детали с целью обеспечения достаточной жёсткости формы. Главными конструктивными средствами повышения жёсткости деталей и конструкций являются:
- по возможности устранения деформации изгиба, как невыгодной с точки зрения обеспечения жёсткости и прочности, замена её деформацией растяжения (сжатия)
- для деталей, работающих на изгиб, выбор рациональных типов опор и их размещения, исключение по возможности консолей и уменьшения их длины, стремясь к равномерному распределению нагрузки по длине;
- рациональное, но без роста массы, увеличение моментов инерции сечений путем удаления материала от нейтральной оси, усиление закладных участков и участков перехода от одного сечения к другому;
- для коробчатых деталей — использование криволинейных выпуклых стенок;
- блокировки деформаций путем установления раскосов (для рам), обечаек и перемычек (для полых тонкостенных цилиндров), оребрения тонких стенок, рифление плоских поверхностей крышек и тому подобное.

Наряду с собственной жесткостью в соединениях деталей значительную роль играет контактная жёсткость, которая может определять точность движения контактирующих деталей, вызвать дополнительные динамические нагрузки, влиять на износостойкость поверхностей и их долговечность, на рассеяние энергии колебаний.
Важнейшими конструктивными мерами по повышению контактной жёсткости являются:
- уменьшение шероховатости поверхности;
- создание натяжения или предварительное затягивание в соединениях;
- создание слоя смазки между контактирующими поверхностями.